# ماهیچه دراز بازکننده شست پا
ماهیچهٔ دراز بازکنندهٔ شست پا یا عضله اکستانسور هالوسیس لانگوس (به انگلیسی: Extensor hallucis longus muscle) عضله نازکی است که بین عضله تیبیالیس قدامی و عضله اکستانسور بلند انگشتان و در جلوی ساق قرار گرفته است. وظیفه اصلی این عضله دورسی فلکشن یعنی بالا آوردن شست پا است. این عضله در بالا به جلوی استخوان نازک‌نی می‌چسبد و بعد از پایین آمدن در پایین تاندون آن بعد از عبور از مچ پا به بند انتهایی انگشت شست پا متصل می‌شود.

## نگارخانه

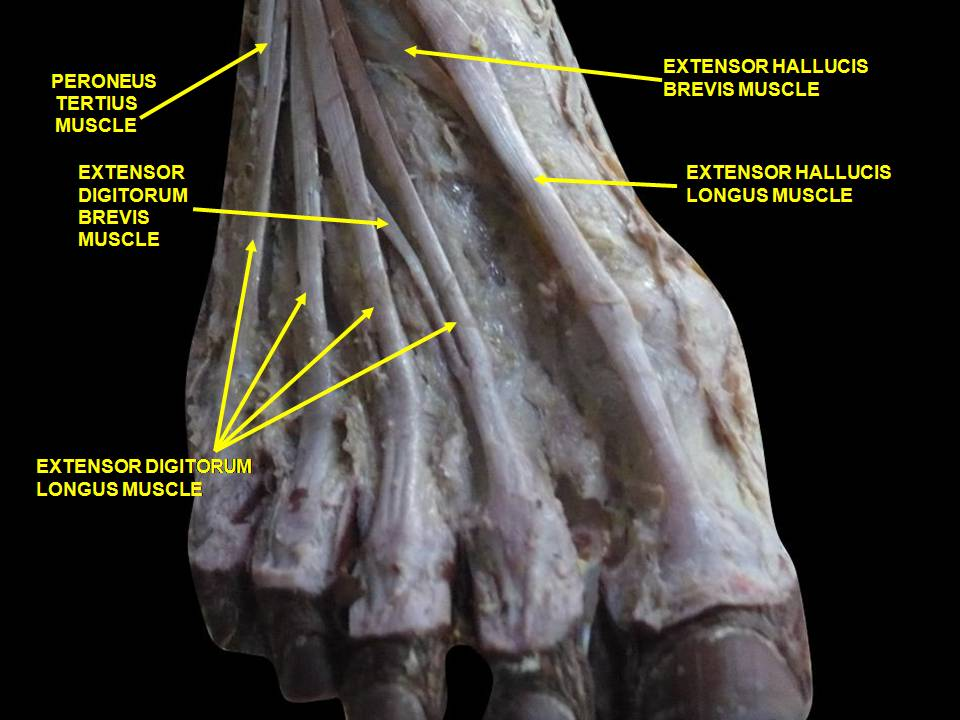
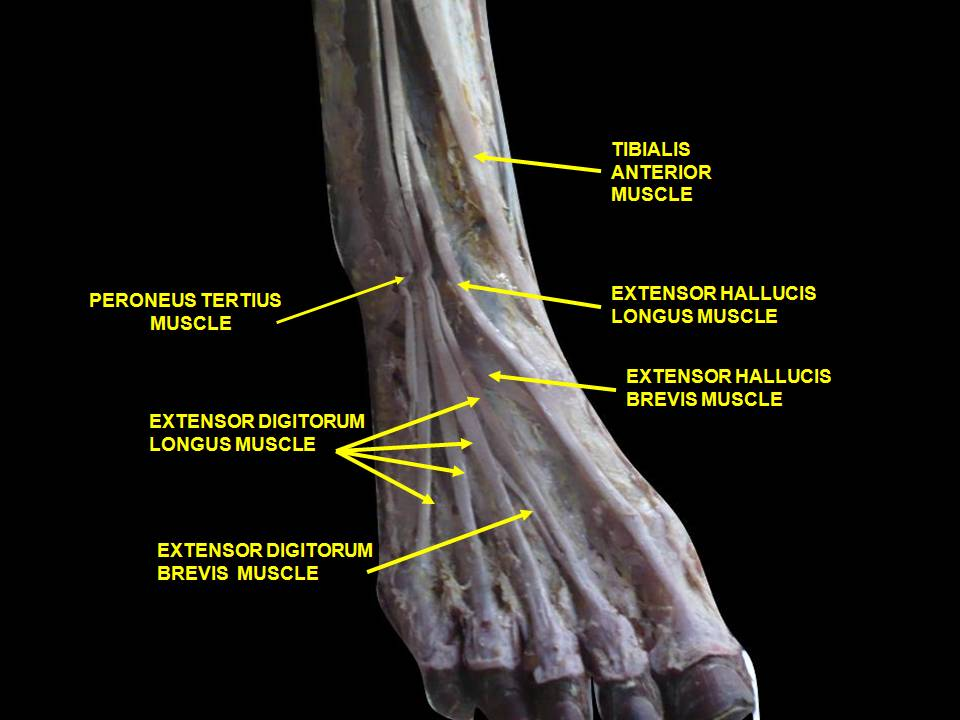
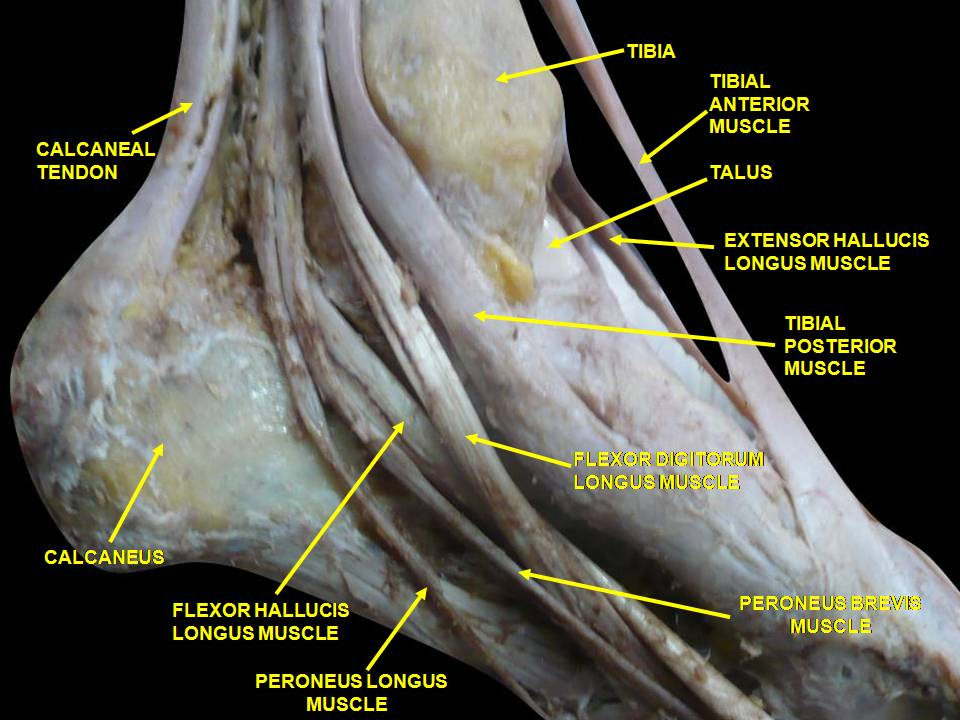
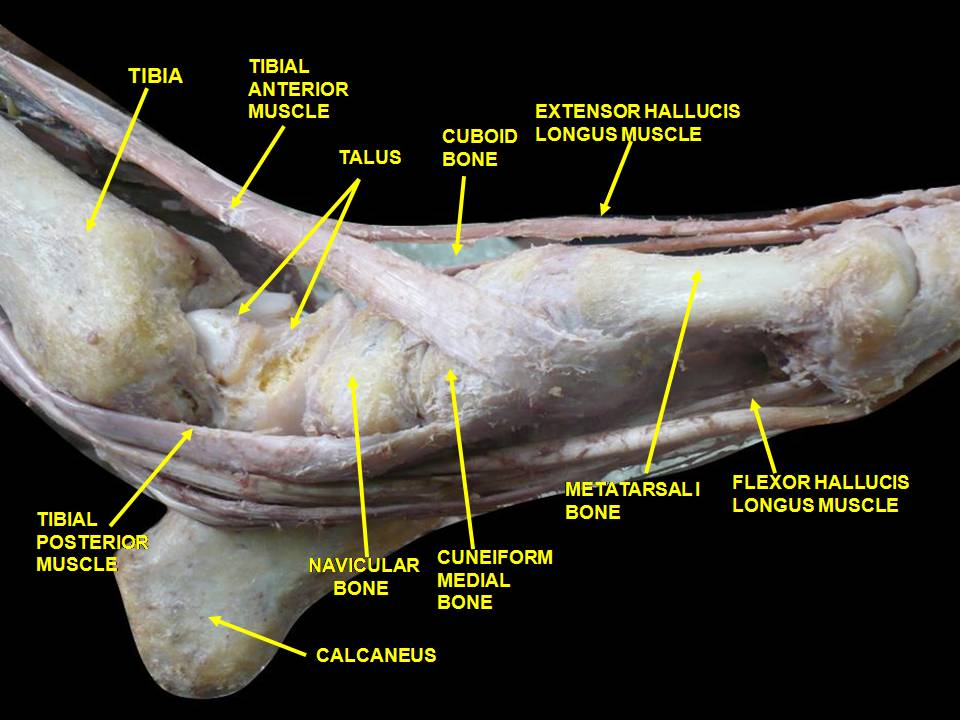
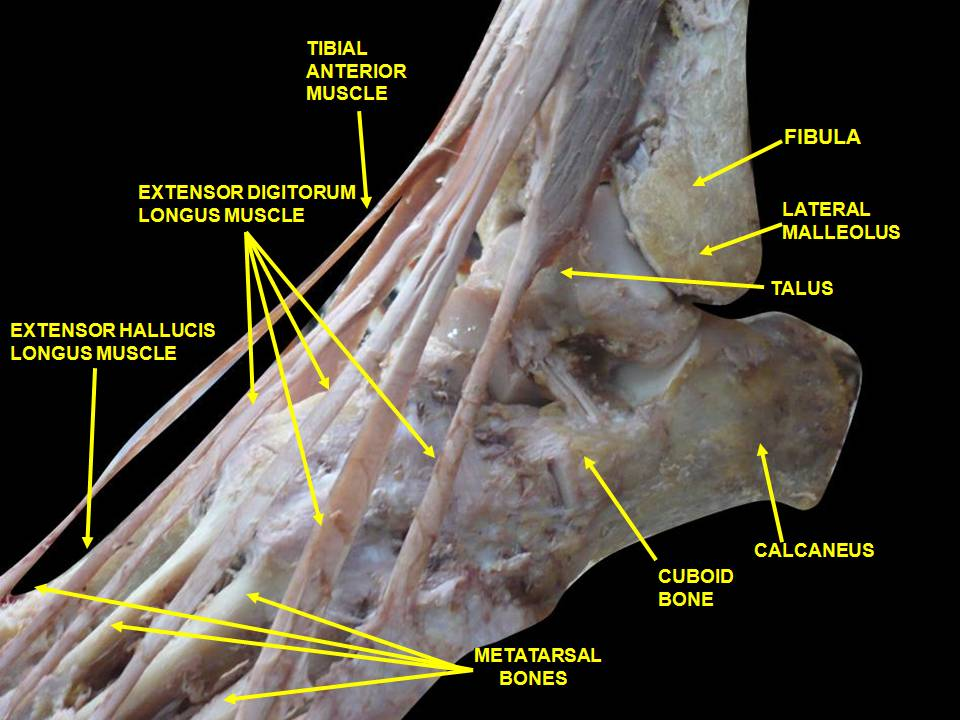